# 纳达齐牛录乡
纳达齐牛录乡，是中国新疆维吾尔自治区伊犁哈萨克自治州察布查尔县下辖的一个乡镇级行政单位。

## 行政区划
纳达齐牛录乡共辖以下地区：
纳达齐牛录村、清泉村。